# Rosario Ferré Ramírez de Arellano
Rosario Ferré Ramírez de Arellano (Ponce, 28 de setembre de 1938 - San Juan, 18 de febrer de 2016) va ser una escriptora i poetisa porto-riquenya.

## Biografia
Va néixer a la ciutat de Ponce, filla de Lorenza Ramírez de Arellano y Bartoli i Luis A. Ferré Aguayo, governador de Puerto Rico entre 1968 i 1972. Va realitzar els seus estudis primaris a Ponce. Als tretze anys, es va mudar a Wellesley, Massachusetts, on va assistir a la Dana Hall School. Va començar a escriure professionalment als 14 anys, publicant articles en el periòdic porto-riqueny El Nuevo Día. Després de graduar-se de secundària, va viatjar als Estats Units, on va obtenir un Bachelor of Arts en Anglès i Francès en el Manhattanville College. Va tornar a Puerto Rico en la dècada del 1970 i es va matricular en la Universitat de Puerto Rico on va obtenir el seu mestratge en espanyol i estudis llatinoamericans. Durant aquest període, va fundar la revista Zona de Carga i Descarga al costat de la seva cosina Olga Nolla. La revista es va dedicar a publicar obres d'autors novells i a promoure les idees del moviment independentista. Ferré també va publicar una biografia del seu pare i diversos poemes i va escriure una columna en el periòdic El Mundo. Va obtenir un PhD de la Universitat de Maryland amb la tesi "La filiació romàntica dels contes de Julio Cortázar".
També va ser professora a la Universitat de Puerto Rico i va contribuir en The San Juan Star, un periòdic porto-riqueny en anglès. També va ser professora convidada en la Universitat Rutgers i la Universitat Johns Hopkins. Durant la seva joventut, Ferré va ser partidària de la independència de l'illa, a pesar que el seu pare recolzava la estatidat.
Es va casar amb l'empresari Benigno Trigo González, amb qui va tenir tres fills: Rosario Lorenza, Benigne i Luis Alfredo. La parella es va divorciar després de deu anys de matrimoni. Mentre estudiava en el Departament d'Estudis Hispans de la Universitat de Puerto Rico, va conèixer a qui va ser el seu segon espòs durant uns anys, José Aguilar Mora, un professor i escriptor mexicà. Mentre estudiava a la Universitat de Maryland, va conèixer a Agustín Costa Quintano, un arquitecte porto-riqueny, qui es convertiria en el seu tercer espòs.

## Obra
Va escriure sobre el sexisme, el racisme y el classisme en una prolífica obra que va abraçar narrativa, poesia, assaig i crítica literària. Va escriure "Papeles de Pandora" (1976) i "Las dos Venecias", "La Cocina de la escritura", el llibre de contes infantils "El medio pollito" (1977). Entre les seves obres també es troba la novela "La batalla de las vírgenes" (1993), les col·leccions d'assajos "Sitio a eros" (1980), "El árbol y sus sombras" (1989) i el "Coloquio de las perras" (1990), el poemari "Fábulas de la garza desangrada" (1982) i el llibre de contes i poemes "Las dos Venecias" (1992), entre d'altres.

El 1995 va canviar radicalment la seva postura entorn de la destinació política de Puerto Rico al donar suport al anexionisme en una columna que va publicar a The New York Times, on va plantejar la hibridesa de la seva identitat.
| «                          | "Com a escriptora porto-riquenya, constantment m'enfronto al problema d'identitat. Quan viatjo als Estats Units em sento com una llatina, com Chita Rivera. Però a Amèrica Llatina, em sento més nord-americana que John Wayne. Ser porto-riqueny és ser un híbrid. Les nostres dues meitats són inseparables, no podem prescindir d'una sense sentir-nos mutilats " | » |
| — The New York Times, 1995 | |   |

 El mateix 1995 va publicar primer en anglès la novela "The House on the Lagoon" ("La casa de la laguna"), obra que fou finalista del Premi Nacional del Llibre nord-americà. La seva següent novel·la, "Eccentric Neighborhoods" ("Vecindarios excéntricos"), també es va publicar primer en anglès el 1998, el que va facilitar la seva difusió a d'altres llengües. Des del 1992, la seva novela guanyadora del premi Liberatur Prix de la Feria Internacional del Llibre de Frankfurt, "Maldito amor", fou traduïda al alemany. El mateix any va publicar la biografía "Memorias de Ponce" en la que va transformar els records de joventut del seu pare.

## Reconeixements
En 1974, va guanyar el concurs de contes de l'Ateneu Porto-riqueny. En 1992, va guanyar el Liberturpries en la Fira del Llibre de Frankfurt. En 1997, va rebre un doctorat honorari de la Universitat de Brown. En 2009, va rebre la medalla en la categoria de literatura en els Premis Nacionals de Cultura de l'Institut de Cultura Porto-riquenya (ICP).